# Julian Schübeler
Julian Schübeler (ur. przed 1865, zm. 1890) – drzeworytnik warszawski.

## Życiorys
Czynny w latach 1865-1889, ceniony autor wielu drzeworytów, związany z „Tygodnikiem Ilustrowanym”; dodatkowo rytował w 1870 roku dla „Opiekuna Domowego”, w latach 1874-5 dla „Kłosów”, w 1882 roku dla „Biesiady Literackiej”.

## Twórczość drzeworytnicza
Drzeworyty Schübelera wyróżniały się wysokim poziomem technicznym; rytował przeważnie sceny i postacie historyczne, portrety oraz sceny rodzajowe. Z ważniejszych prac: wg rysunku Jana Matejki - Wincenty Kadłubek biskup krakowski, w poczcie benedyktynów; z rysunków Michała Elwiro Andriollego: Aniołku czekamy, Do szkoły, Na Powązkach, Masz pamfila, Kramarz wiejski, Kwietnia Niedziela; Wojciecha Gersona: Pracownia malarza greckiego i Jan III sadzący drzewka; Ksawerego Pillatiego - Na Bielany, Kazimierza Pochwalskiego - „Szach-mat”, Józefa Chełmońskiego - Wnętrze kościółka, Juliana Maszyńskiego - Słodkie marzenia, Feliksa Sypniewskiego - Taniec, Juliusza Kossaka - Wierny towarzysz, Stanisława Witkiewicza - Prośba o chrzciny, Romana Szwojnickiego - Dość tej polityki, Władysława Szernera - Pancerni na zwiadach.